# Represa de Ajuankhota
La Represa de Ajuankhota o también denominada Ajuan Khota, es una presa ubicada en el departamento de La Paz en Bolivia, la cual abastece de agua a la Zona Este y a la Zona Sur de la ciudad de La Paz. La infraestructura tiene una altura de 22 metros y una capacidad de almacenamiento de 3,3 millones de metros cúbicos de agua y fue inaugurada el año 1993.

## Historia
La represa de Ajuan Kohta comenzó a construirse a principios de la década de 1990 y fue finalmente inaugurada el año 1993. Actualmente se encuentra ubicada por encima del poblado de Hampaturi.

### Datos técnicos
La represa de Ajuankhota tiene una capacidad de almacenamiento de 3,3 millones de metros cúbicos y está construido de hormigón simple con una altura de 22 metros y una longitud de 374 metros, la superficie del área de su cuenca es de 19,84 kilómetros cuadrados.